# قوس سبتيم سيفير
قوس سبتيم سيفير  هو معلم أثري تونسي مصنف من قبل المعهد الوطني للتراث يقع في ولاية القصرين في الوسط الغربي التونسي، تحديدا في مدينة حيدرة تم تصنيف المعلم في يوم 26 جانفي 1893.

## مقالات ذات صلة
- قائمة المعالم الأثرية المصنفة في تونس